# Sugár (keresztnév)
A Sugár újabb névalkotás a sugár szóból.

## Névnapok
Sugár, Sugárka
- március 20.[2]
- augusztus 12.[2]

## Alakváltozatok
- Sugárka:[1] a sugár szó -ka kicsinyítőképzővel képzett alakja.[2]

## Gyakorisága
Az 1990-es években szórványos név, a 2000-es években nem szerepel a 100 leggyakoribb női név között.

## Híres Sugárok, Sugárkák
- Bálint Sugárka – színésznő
- Kerekes Sugárka – énekes, dalszerző
- Battai Sugár Katinka – válogatott kardvívó

## További keresztnevek
- Magyar névnapok listája dátum szerint
- Magyar névnapok listája betűrendben